# Строги природни резерват Маја Ропс
Строги природни резерват „Маја Ропс” представља мешовиту састојину молике, јеле, смрче и букве. Налази се на катастарској парцели Бабалоћ, на територији општине Дечани, на Косову и Метохији. 

## Историјат
Завод за заштиту природе и научно проучавање природних реткости НР Србије је 1955. године двадесет и пет хектара „Маје Ропс” прогласио за строги резерват природе Решењем број 277, Службени гласник НРС 81/55, стр. 773.